# Epipactis gigantea
Espèce
Statut de conservation UICN

 LC  : Préoccupation mineure
Statut CITES
Epipactis gigantea est une espèce d'orchidées du genre Epipactis originaire d'Amérique du Nord.